# Gmina Holeby
Gmina Holeby (duń. Holeby Kommune) – istniejąca w latach 1970–2006 gmina w Danii w okręgu Storstrøms Amt. Siedzibą władz gminy było Holeby. Gmina Holeby została utworzona 1 kwietnia 1970 na mocy reformy podziału administracyjnego Danii. W wyniku kolejnej reformy, która weszła w życie 1 stycznia 2007 roku, razem z gminami Højreby, Maribo, Nakskov, Ravnsborg, Rudbjerg oraz Rødby weszła w skład nowo utworzonej gminy Lolland.

## Dane liczbowe
- Liczba ludności: (♀ 2033 + ♂ 1949) = 3982
  - wiek 0-6: 6,3%
  - wiek 7-16: 12,0%
  - wiek 17-66: 65,4%
  - wiek 67+: 16,4%
- zagęszczenie ludności: 34,3 osób/km²
- bezrobocie: 8,1% osób w wieku 17-66 lat
- cudzoziemcy z UE, Skandynawii i USA: 85 na 10 000 osób
- cudzoziemcy z krajów Trzeciego Świata: 131 na 10 000 osób
- liczba szkół podstawowych: 2 (liczba klas: 25)